# مثلث سارا

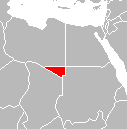
مثلث سارا با رنگ قرمز مشخص شده و کشورهای اطراف آن با مرزهای مدرن مشخص شده است

مثلث سارا مرزی از زمین است که امروزه در استان کفره لیبی واقع شده است که در ابتدا تحت استعمار بریتانیا بود و به سودان مصر و بریتانیا  اضافه شد. در سال ۱۹۳۴ توافقنامه ای بین بریتانیا و پادشاهی ایتالیا منعقد شد و این سرزمین به لیبی ایتالیا واگذار شد.   این سرزمین در حال حاضر به نام مأتون السرا است.